# Омарион
Омари Ишмаэль Грандберри (12 ноября 1984), более известный как Omarion —американский R&B-певец, актёр, автор песен, продюсер, и бывший солист R&B группы B2K.

## Биография

### Ранние годы
Родился в Уоттс , Калифорния, мать Лесли Баррелл и отец Трент Грандберри. Omarion является самым старшим из семи детей. В школе он был капитаном своей футбольной команды. Его младший брат O’Ryan также певец.

### O(2004—2005)
После распада B2K, Omarion начал свою сольную карьеру в конечном итоге он подписал контракт с Epic Records и Sony. В 2004 году Omarion выпустил свой дебютный сингл «O» был одним топ-30 хит на американском чарте Billboard. Тогда в 2005 году Omarion выпустил свой второй сингл «Touch», который был не столь успешным, чем его первый сингл, за которым последовал его третий сингл «I’m Tryna». Omarion выпустил свой дебютный альбом, который назывался O. Альбом стал платиновым с продажей более 1.000.000 копий.

### 21(2006—2007 годы)
26 декабря 2006 Omarion выпустил свой второй альбом 21, который дебютировал на # 1 R & B / Hip-Hop диаграммы и # 1 на Billboard 200 диаграммы. Первый сингл с альбома Entourage. Второй сингл Ice Box производства Timbaland, достигли топ 20 Billboard Hot 100 диаграмм и платиновым рингтон. Хотя 21 продался только более 300.000 копий был столь успешным, как его первый альбом на Billboard Charts. В конце 2007 Омарион и Bow Wow решили сделать совместный альбом под названием Face Off. Альбом был продан тиражом более 100.000 копий в первую неделю и в конечном итоге продали более 500.000 копий.
Omarion гастролировал с Bow Wow, Ciara, Yung Joc, Ne-Yo, Usher, Ллойд, Марио, Pretty Ricky и Jibbs.

### Личная жизнь
8 августа 2014 года у Омариона и его девушки Эприл Джонс родился сын, которого назвали Мега Омари Грандберри. 7 марта 2016 года у пары родился второй ребенок, дочь, которую назвали А'Мей Казуко Грандберри. В июле 2016 года Омарион и Джонс объявили о расставании.

## Дискография

### Альбомы
- 2005 — O
- 2006 — 21
- 2010 — Ollusion
- 2014 — Sex Playlist

### Микстейпы
- 2011 — The Awakening
- 2013 — Care Package 2 (EP)

### Совместные альбомы
- 2007 — Face Off (совместно с Bow Wow)